# Burlington (Caroline du Nord)
Pour les articles homonymes, voir Burlington.
Burlington est une ville de Caroline du Nord aux États-Unis située dans le comté d'Alamance. Au recensement de 2010, sa population était de 50 042 habitants.
La ville de Burlington accueille le club de baseball des "Royals de Burlington", évoluant au sein de la ligue appalachienne. Cette équipe s'entraîne au Burlingthon athletic Stadium, aujourd'hui rendu célèbre entre autres par le tournage d'une partie d'un film en son lieu: Bull Durham.
Cette ville est également connue pour abriter le siège de Biscuitville, une chaîne de restauration rapide régionale.
Bien que la majeure partie de la ville soit située dans le comté d'Alamance, Burlington reste à cheval sur le comté voisin de Guilford.

## Notes et références

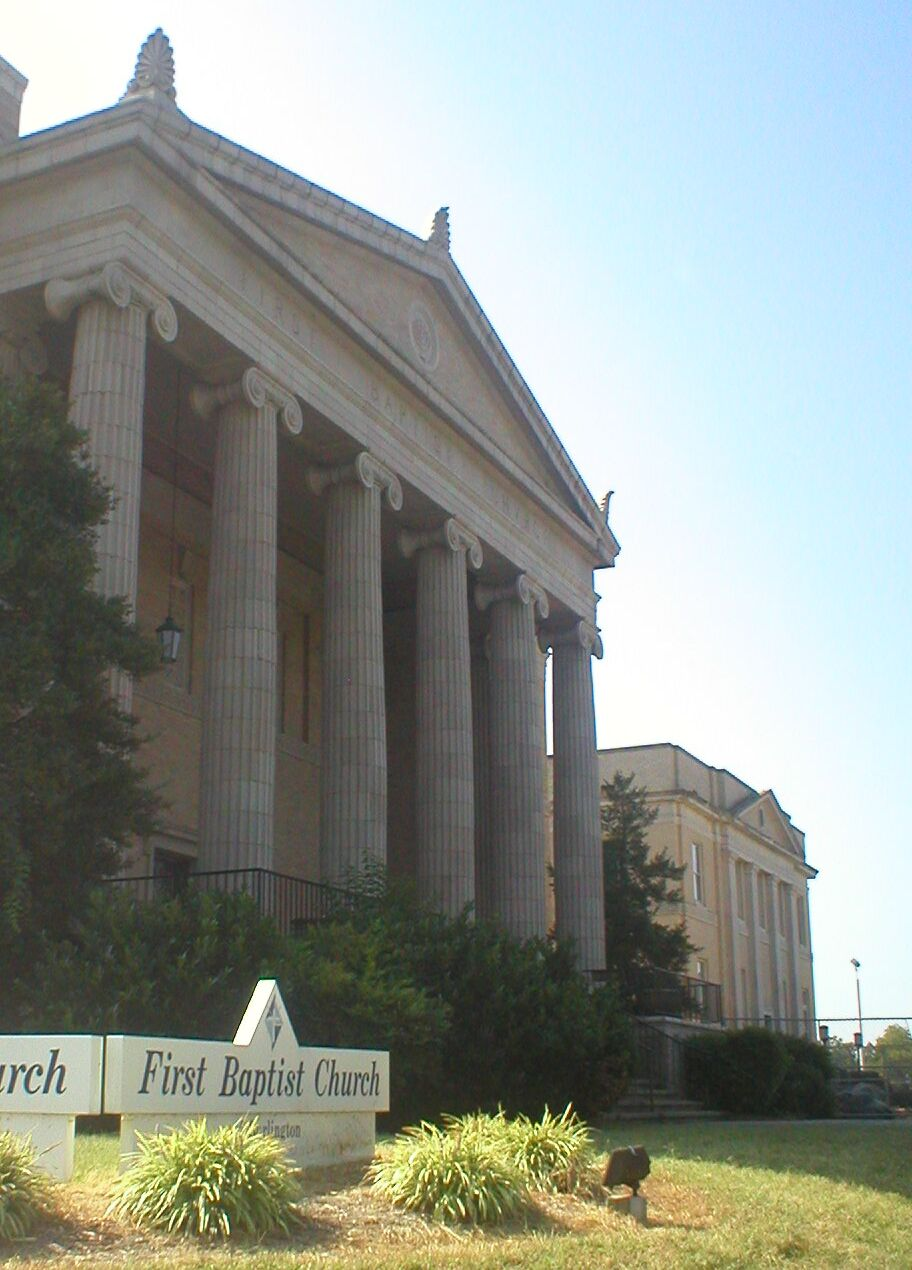
L'église baptiste
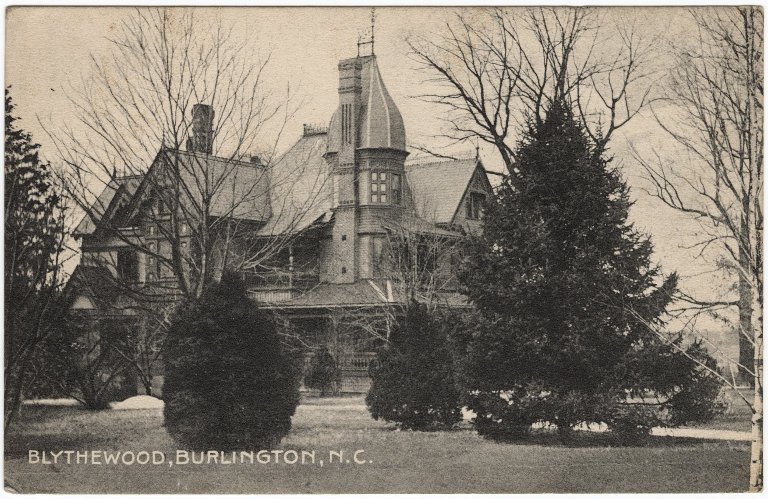
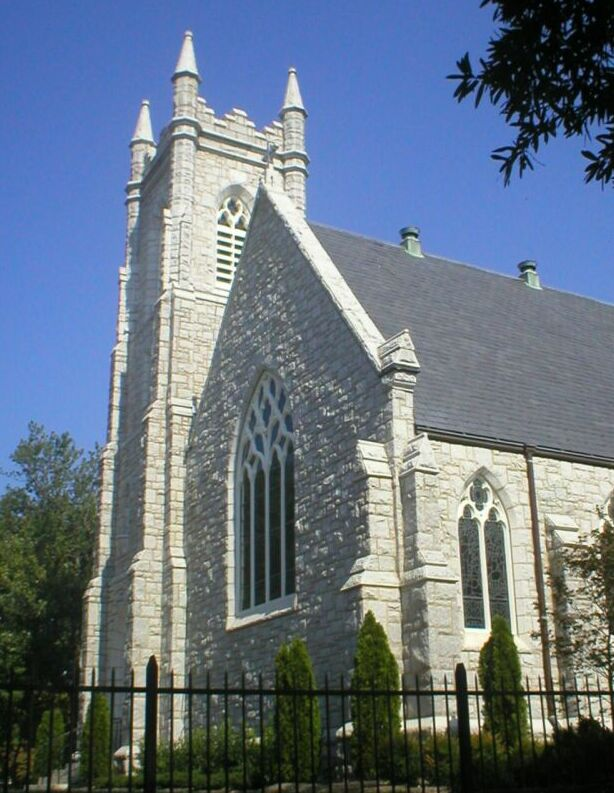

## Démographie
| 1880 | 1890  | 1900  | 1910  | 1920  | 1930  |
| ---- | ----- | ----- | ----- | ----- | ----- |
| 817  | 1 716 | 3 692 | 4 808 | 5 952 | 9 737 |

| 1940   | 1950   | 1960   | 1970   | 1980   | 1990   |
| ------ | ------ | ------ | ------ | ------ | ------ |
| 12 198 | 24 560 | 33 199 | 35 930 | 37 266 | 39 498 |

| 2000   | 2010   | - | - | - | - |
| ------ | ------ | - | - | - | - |
| 44 917 | 49 963 | - | - | - | - |